# 金刚台国家地质公园
金刚台国家地质公园地处豫皖两省交界的大别山山脉，处于华北板块和扬子板块两大板块的拼合部。横跨河南省商城县和安徽省金寨县，海拔1584米，由金刚台和汤泉池两个园区组成，总面积大约是276平方千米。2005年9月28日被中国的国土资源部评定为中国国家地质公园。